# レチナ

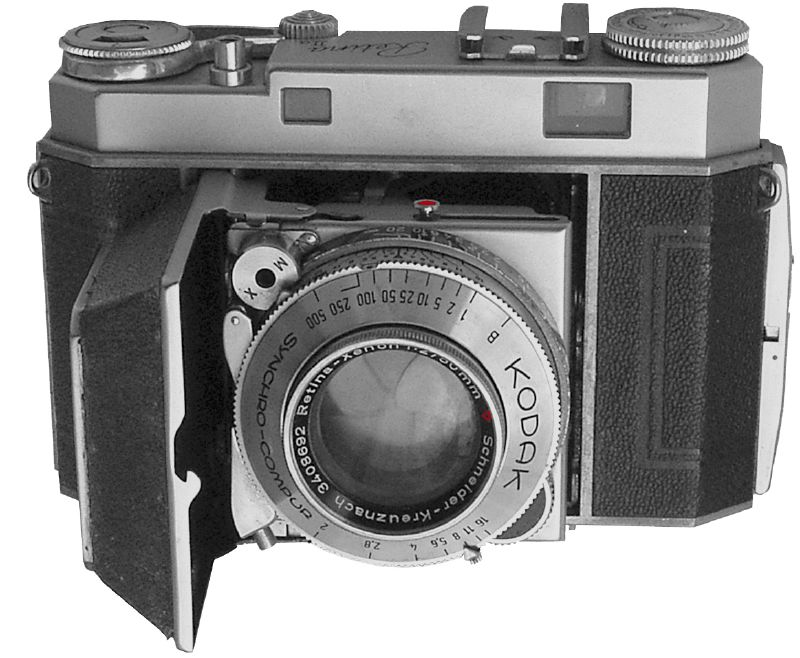
レチナIIa

レチナ (Retina) は1934年からドイツコダックが製造販売したカメラである。レチナとはドイツ語で網膜の意。

## 概要
市場における24×36 mm（ライカ）判カメラは1925年にエルンスト・ライツ社から発売されたライカが先鞭を切って成功し、大手光学メーカーのツァイス・イコンが1932年にコンタックスを発売して対抗していたが、いずれも非常に高価格な製品であった。
ドイツコダックの前身・ナーゲルの創設者でもある技術者アウグスト・ナーゲルは、このように高級機に独占されていたライカ版カメラを大衆のものにしようと考えており、1934年に最初のレチナを発売、同時に親会社のコダックはこれに適合するパトローネ装填済みで扱いやすい135フィルムを発売した。
レチナは、カール・ツァイス製テッサー、シュナイダー・クロイツナッハ製クセナーなど一流レンズを装着、シャッターもデッケル製コンパーを採用するなど良質なパーツを採用した製品であったが、その良好な性能に比して廉価でかつ小型軽量であったことから、市場において歓迎される大ヒット製品となった。
その価格は1934年の発売直後ドイツ本国で75マルクであった。同時代の上級35 mmフィルムカメラは、1935年のライカIIIa（エルマー50 mm F3.5付き）が307マルク、1938年のコンタックスII型（テッサー50 mm F3.5付き）が360マルクであった。また日本では1935年時点で定価195円であった。1937年時点でも日本でのレチナは定価195円-240円であったが、ライカはレンズのグレードにより580円から950円、コンタックスはその上をゆく970円-1,600円という超高額品で共に「家が建つほど高い」と言われていた。
このデザインコンセプトにバルダやウェルタなど多数のメーカーが追随したこともあって、元々映画用だった35 mmフィルムの規格を、静止写真用として本格的に大衆に定着させる端緒となった。
頭に#のついた3桁の数字はレチナ愛好者の間で「シュトゥットガルトタイプナンバー」と言われているもので、ドイツコダック社内での形式番号である。

## レチナ式巻き上げレバー
ボディー上蓋にレバーを置きフィルムを巻き上げる方式はモータードライブを内蔵しないカメラで現代でも一般的であるが、この方式は1951年にレチナIa/レチナIIaで初めて採用され、エルンスト・ライツ（現ライカ）のライカM3発売までは「レチナ式」と呼ばれていた。
レチナでレバー式巻上げであっても底部レバーの製品もある。

## カウンターセット
機種によっては、逆算式フィルムカウンターが1になるとそれ以上巻き上げできなくなり、「故障した」と誤解するユーザーが多い。扇状カウンター窓の中心にあるボタンを押し、背面の扁平な丸いボタンを「→」に沿って右にスライドさせるとカウンターが動いて巻上げできるようになる。

## 126フィルム使用カメラ
28×28 mm判の一眼レフカメラ。
- インスタマチックレフレックス（1968年発売） - デッケルマウントによるレンズ交換が可能。

## 135フィルム使用カメラ
24×36 mm（ライカ）判のコンパクトカメラ。ファインダーのみのレチナIシリーズ、距離計を装備したレチナIIシリーズ、露出計と距離計を装備したレチナIIIシリーズに大きく区分することができる。

### レチナIシリーズ
距離計はない。
- レチナ - 巻き上げ、巻き戻しともノブ。シャッターレリーズはレンズシャッターのレリーズレバーを直接操作する方法のほか、レンズシャッターのレリーズ穴に取り付ける極短いレリーズによる方法もある。この極短いレリーズはスナップに便利で「スケッチ・レリーズ」との名称で販売されていた[3]。
  - #117（1934年7月発売[1]） - 最初の製品で、「オリジナルレチナ」とも呼ばれる[1]。巻き上げノブとファインダーの間に巻き止め解除用ノブがあるのが特徴で、撮影後このノブを1/4回転させることで巻き止め機構が解除される[1]。巻き戻し切り替えレバーは扁平で、巻き上げノブの上にある[7]。フィルムカウンターがファインダーと巻き戻しノブとの間にある。メーカー資料によればシャッターは最高速1/300秒のコンパー、レンズはシュナイダー・クロイツナッハ製クセナー50 mm F3.5のみとされているが、実際には最高速1/500秒のコンパーラピッド、コダック製アナスチグマートエクター50 mm F3.5が装着された個体も存在する[7]。仕上げは黒塗り、ニッケルメッキのみ[7]。
  - #118（1935年7月発売[7]） - フィルム巻き止めが軍艦部背面のレバーに変更された[7]。シャッターは最高速1/300秒のコンパーまたは最高速1/500秒のコンパーラピッド[7]。仕上げは黒塗り、ニッケルメッキのみ[7]。
  - #119（1936年4月発売[7]） - 巻き上げノブとファインダーの間の軍艦部が高くなり、フィルムカウンターがそちらに移動し、巻き戻しノブとファインダーの間の軍艦部は低く平坦になった[7]。巻き上げノブ、巻き戻しノブが小径かつ背高になって扱いやすくなった[7]。レンズがクセナー50 mm F3.5またはコダック製エクター50 mm F3.5[7]。仕上げは黒塗り、ニッケルメッキのみ[7]。
  - #126（1936年3月発売[7]） - アクセサリーシューが装着された[7]。アクセサリーシューを持たない個体も存在するが、取り付け位置にネジ頭が2本あることで識別できる[7]。外観に初めてクローム仕上げが採用されたが、黒塗りの個体も存在する[7]。レンズはクセナー50 mm F3.5またはエクター50 mm F3.5に加え、カール・ツァイス製テッサー50 mm F3.5, アルコー50 mm F3.5, ローデンストック製イザール50 mm F3.5, アンジェニュー製のアンジェニュー50 mm F3.5が供給された[7]。シャッターはコンパーラピッド[7]。

- レチナI - ボディーシャッターとなった[7]。
  - #141（1937年10月発売[7]） - メーカー資料によればレンズはシュナイダー・クロイツナッハ製クセナー50 mm F3.5またはエクター50 mm F3.5とされているが、テッサー50 mm F3.5が装着された個体も存在する[7]。シャッターはコンパーまたはコンパーラピッド[7]。仕上げはクロームメッキのみ[7]。
  - #143（1938年1月発売[7]） - #141の黒塗り仕上げ版[7]。クセナー50 mm F3.5, コンパーの組み合わせのみでアクセサリーシューなし[7]。
  - #148（1939年3月発売[7]） - 二重露出防止装置が装備され、それに伴い巻き止め解除レバーがなくなった[7]。巻き上げノブとファインダーの間の軍艦部が約2 mm高くなり、巻き上げノブが#126と同じ薄さになっている[7]。レンズはクセナー50 mm F3.5またはエクター50 mm F3.5, シャッターはコンパーまたはコンパーラピッド[8]。
  - #149（1939年3月発売[8]） - #148とほぼ同様で、ボディー周縁のアルミニウム磨き出し部分が黒色塗装されている[8]。レンズはクセナー50 mm F3.5, シャッターはコンパーのみ[8]。
  - #010（1946年5月発売[8]） - 第二次世界大戦後#148を再生産したもの[8]。レンズはクセナー50 mm F3.5, エクター50 mm F3.5, イザール50 mm F3.5など極めて多種雑多で、正確なところが分かっていない[8]。部品は戦前に生産されたストックを使ったり、資源がない中で新造したりしており低品質の個体も散見される[8]。
  - #013（1949年4月発売[8]） - 軍艦部がボディー上部全面に設置されファインダーがその中に内蔵された[8]。イメージを一新する変更で、本当の意味での戦後型と言える[8]。レンズはクセナー50mmF3.5または50mmF2.8[8]。
  - #013/1（1950年発売） - シンクロ接点を持つコンパーラピッドを装備した。

- レチナIa - いわゆる「レチナ式」の、上蓋にあるレバーによりフィルムを巻き上げるようになった。フィルム巻上げでシャッターのセットもされる[8]。
  - #015（1951年1月発売） - レチナI型シリーズでは初めてネックストラップ金具がついた。レンズはシュナイダー・クロイツナッハ製クセナー50 mm F2.8, クセナー50 mm F3.5, エクター50 mm F3.5, ローデンストック製ヘリゴン50 mm F3.5, シャッターは当初X接点つきコンパーラピッド、7月からMX接点を持つシンクロコンパーを装備した[8]。

- レチナIb - 蛇腹は隠され、近代的な丸みを帯びたボディーデザインとなった[8]。底蓋にあるレバーによりフィルムを巻き上げる[8]。ファインダーは少し大型化した[8]。
  - #018（1954年発売[9]） - レンズはシュナイダー・クロイツナッハ製クセナー50 mm F2.8のみ。
  - #019[注釈 2]（1957年発売[8]） - セレン光電池式露出計を装備した。

- レチナIB（1958年発売[6]） - #019にブライトフレームファインダーを組み込んだもの。レンズはシュナイダー・クロイツナッハ製クセナー50 mm F2.8のみ。

### レチナIIシリーズ
連動距離計が組み込まれている。レチナII、レチナIIaは異なる複数世代で同じ名称が利用されている。
- レチナII/レチナIIa

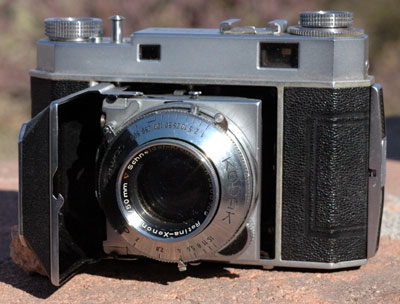
レチナII

  - #122（1936年10月発売） - 巻き上げは90度折れ曲がった特殊な形のレバー式で、1ストロークでは1コマ巻き上がらず小刻み巻き上げが必要である。レンズはシュナイダー・クロイツナッハ製クセナー50 mm F2.8, クセノン50 mm F2, エクター50 mm F3.5. シャッタ−はコンパーラピッドだが二重露出防止装置が装備されたためT露出はできない。試作的な要素が強いのか製造台数は極めて少なくレチナコレクターにとって最も入手に苦労するタイプ。名称は「レチナII」。
  - #142（1937年発売） - 巻き上げが通常のノブ巻き上げとなった。レンズはメーカー資料ではシュナイダー・クロイツナッハ製クセナー50 mm F2.8, クセノン50 mm F2, エクター50 mm F3.5だが、実際にはクセノン50 mm F2.5, エクター47 mm F2もあるようだという。
  - #150（1939年5月発売） - 連動距離計がファインダーと一体となって名称が「レチナIIa」となった。ドイツの開戦と戦時体制移行により1941年に生産停止が命じられ、製造台数は5107台と少ない。レンズはシュナイダー・クロイツナッハ製クセナー50 mm F2.8, クセノン50 mm F2, エクター50 mm F3.5.
  - #011（1946年4月発売） - #150とほとんど同機構だが軍艦部がワンピース構造となり、ボディーレリーズの傍らにケーブルレリーズ用の穴が設置され、ネックストラップ金具が廃止されるなど細かい違いがある。また名称が「レチナII」に戻された。戦後すぐの混乱期で使用レンズは雑多を極め、クセノン50 mm F2, ヘリゴン50 mm F2はコートなしとありが存在し、エクター47 mm F2も存在する。
  - #014（1949年6月発売） - レンズが大幅に整理され、クセノン50 mm F2, ヘリゴン50 mm F2のみとなった。シャッターはX接点付きコンパーラピッド。
  - #016（1951年1月発売） - フィルムがいわゆる「レチナ式」レバー巻き上げとなった。ネックストラップ金具がついた。名称が「レチナIIa」になった。レンズは前期型クセノン50 mm F2のみ、7月以降生産された後期型はヘリゴン50 mm F2つきが追加された。シャッターは前期型X接点付きコンパーラピッド、後期型MX接点付きシンクロコンパー。

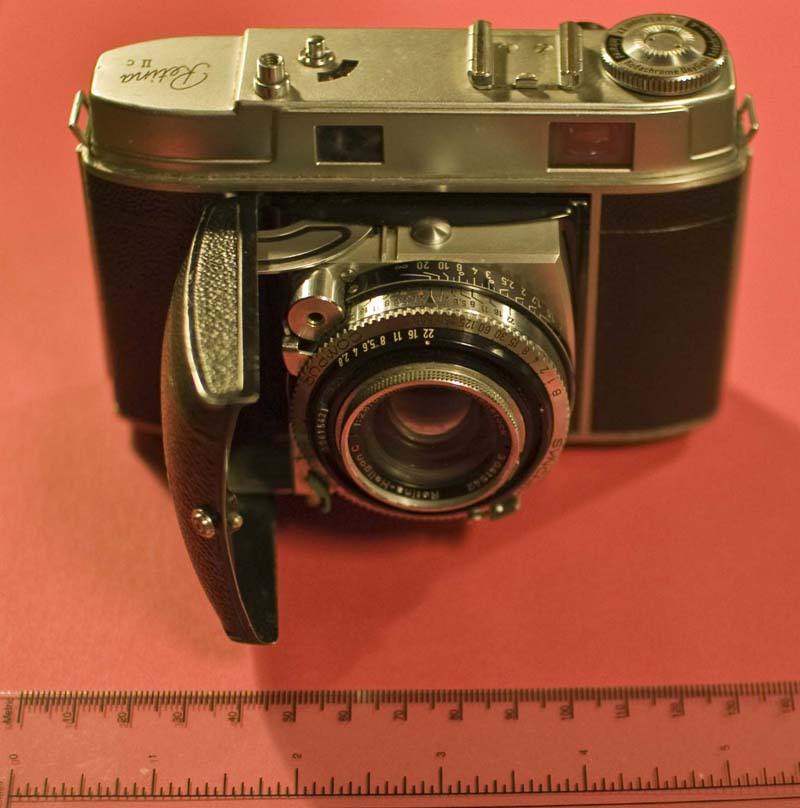
レチナIIc

- レチナIIc（1954年発売[9]） - 蛇腹は隠され、近代的な丸みを帯びたボディーデザインとなった。底蓋にあるレバーによりフィルムを巻き上げる。前玉交換によるレンズ交換が可能だが同一メーカーの交換レンズを用意する必要がある[9]。レンズは4群6枚レチナクセノンC50 mm F2.8またはヘリゴンC50 mm F2.8. #020.
- レチナIIC（1958年発売[6]） - ファインダーがブライトフレーム式になり窓が大型化したため「大窓」と俗称される。レンズはシュナイダー・クロイツナッハ製クセノン50 mm F2またはローデンストック製ヘリゴン50 mm F2固定。前玉交換により35 mm F5.6, 80 mm F4としても使用可能だが交換レンズに距離計は連動せず、読み替える必要があり実用性は低い。#029.
- レチナIIS（1959年発売） - デッケルマウントによるレンズ交換が可能。折りたたみ機構は持たない。#024.
- レチナIIF（1964年発売） - #047.

### レチナIIIシリーズ

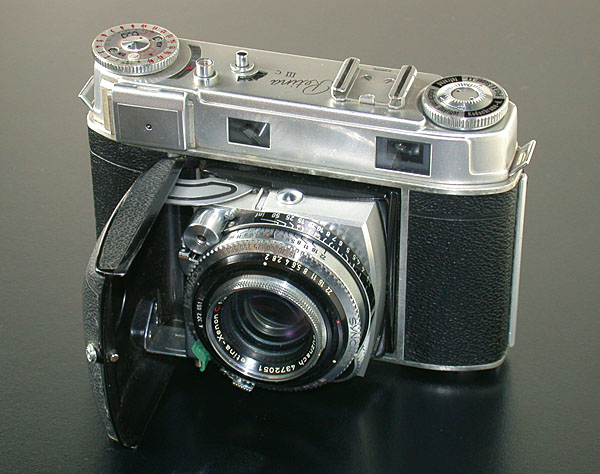
レチナIIIc

ファインダーに内蔵された連動距離計に加え、セレン光電池式露出計を装備している。当初より近代的な丸みを帯びたボディーデザインである。底蓋にあるレバーによりフィルムを巻き上げる。レンズはシュナイダー・クロイツナッハ製4群6枚クセノン50 mm F2のほかローデンストック製ヘリゴン50 mm F2がある。
- レチナIIIc - レンズ交換が可能だがファインダーに枠はなく外付けファインダーを使用する[9]。
  - #021（1954年発売[9]） - セレン光電池はスリットのある扉がついた2レンジ式。
  - #021/1（1957年発売） - セレン光電池が高感度・広帯域化され1レンジとなった。
- レチナIIIC - ファインダーがブライトフレーム式になり窓が大型化したため「大窓」と俗称される[6]。交換レンズ用の枠も入り、パララックスは自動補正される[6]。前玉交換により35 mm F5.6, 80 mm F4としても使用可能だが交換レンズに距離計は連動せず、読み替える必要があり実用性は低い。セレン光電池は当初より#021/1に採用された高感度型1レンジ。
  - #028（1958年発売[6]）
  - #028/N（1977年限定生産） - ドイツコダック50周年記念で125台が再生産され関係者に贈呈された。シリアルナンバーが99で始まる6桁で、背面貼革にエンボスされる。稀少品のため偽物が多い。
- レチナIIIS（1958年発売） - デッケルマウントによるレンズ交換が可能。折りたたみ機構は持たない。ファインダーはレンズ装着に連動してフレームを切り替えられるブライトフレーム式で露出計はシャッタースピード、絞り値、フィルム感度に連動する。#027.

### レチナオートマティックシリーズ

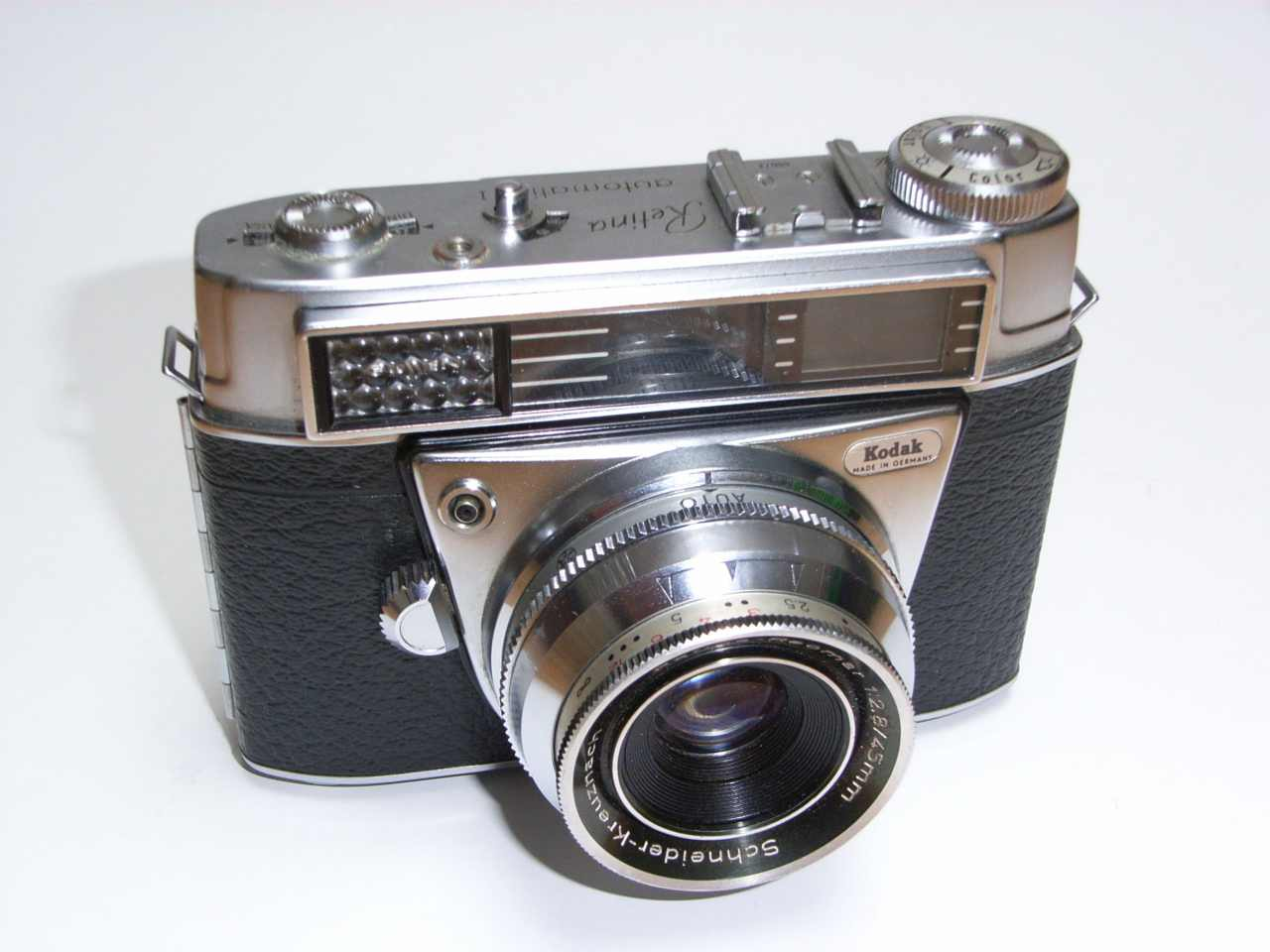
レチナオートマティックI

シャッター優先AEを搭載している。ファインダー枠はブライトフレームでパララックスはマークによる補正。
- レチナオートマティックI（Retina Automatic I, 1960年発売） - 距離計は内蔵しない。マニュアル露出は不可能。#038.
- レチナオートマティックII（Retina Automatic II, 1960年発売） - 距離計は内蔵しない。マニュアル露出も可能。#032.
- レチナオートマティックIII（Retina Automatic III, 1961年発売） - 連動距離計内蔵。マニュアル露出も可能。#039.

### レチナレフレックスシリーズ

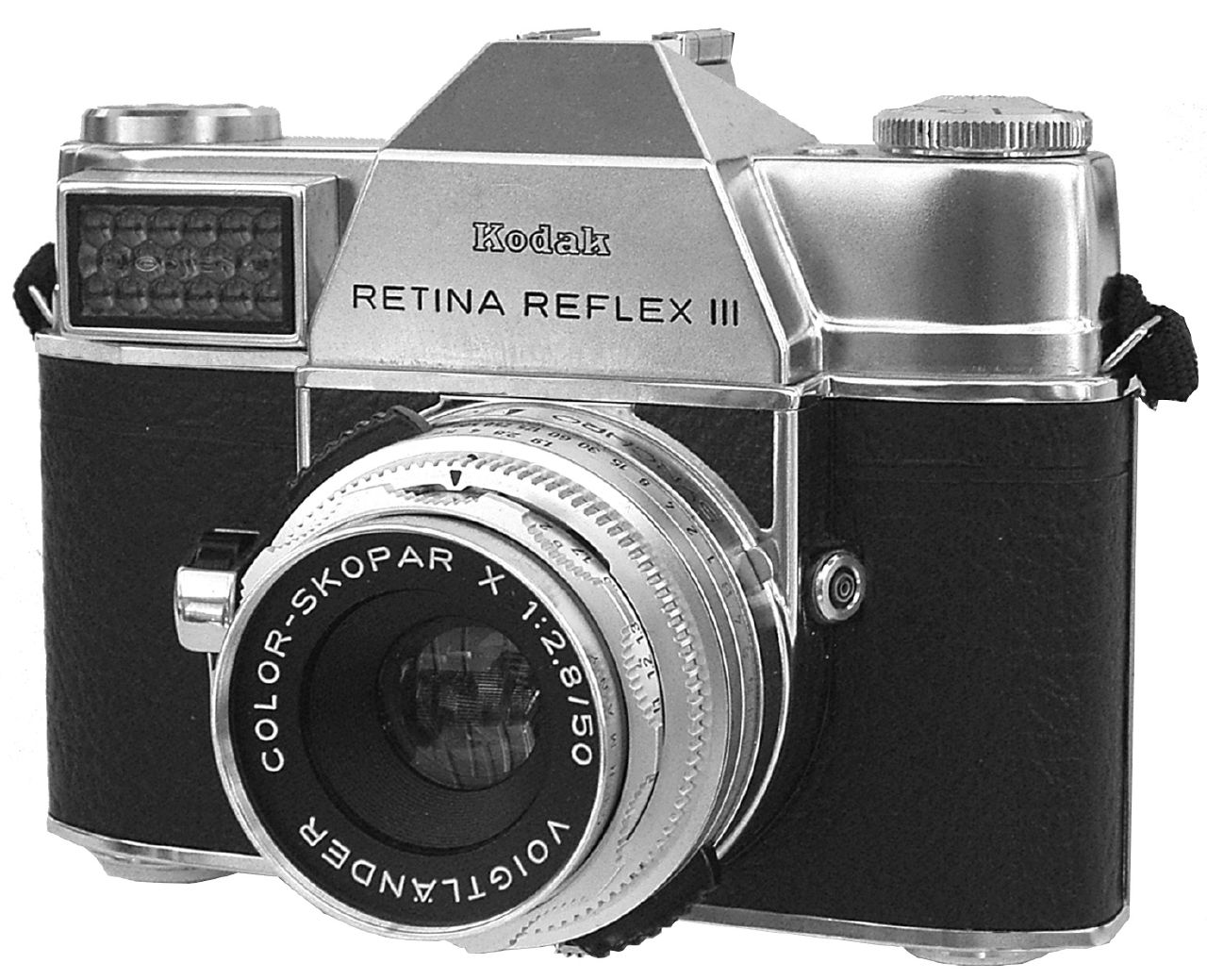
レチナレフレックスIII

24×36 mm（ライカ）判の一眼レフカメラ。ツァイス・イコンのコンタフレックスと競合するため少し安価に販売されていたが故障が多いという世評もあった。いずれもフィルム巻き上げまでミラーは上がりっ放しとなる。
- レチナレフレックス（Retina Reflex, 1957年発売） - レンズはレチナクセノンC50 mm F2またはレチナヘリゴンC50 mm F2. レチナIIc/レチナIIC/レチナIIIc/レチナIIICと交換レンズの互換性があり、前玉交換式でレチナクセノンC50 mm F2はレチナカルタークセノンC35 mm F4, レチナクセノンC35 mm F5.6,ロンガークセノンC80 mm F4としても使用可能、同様にレチナヘリゴンC50 mm F2はレチナヘリゴンC35 mm F4, レチナヘリゴンC5 mm F5.6, ヘリゴンC80 mm F4としても使用可能[12]、#025.
- レチナレフレックスS（Retina Reflex S, 1959年発売） - デッケルマウントによるレンズ交換が可能になった。露出計がシャッタースピードと連動するようになった。#034[12].
- レチナレフレックスIII（Retina Reflex III, 1960年発売） - 露出計合致がファインダー内で可能になった。レリーズボタンがボディー前面に移され、特徴的な形状になっている。デッケルマウントによるレンズ交換が可能。#041.
- レチナレフレックスIV（Retina Reflex IV, 1964年発売） - ペンタプリズムに小窓がついてファインダーでシャッタースピードが確認できるようになった。スプリットイメージが45度の角度になり縦横両方の線でピント合わせができるようになった。巻き戻しがクランク式になった。デッケルマウントによるレンズ交換が可能[13]。#051.

### デッケルマウント交換レンズ
レチナインスタマチックレフレックス、レチナIIS、レチナIIIS、レチナレフレックスS、レチナレフレックスIII、レチナレフレックスIVに使用できる。ただし後期のレンズは一眼レフカメラでの最短撮影距離短縮を優先しレチナIIIS用の距離計連動カムを内蔵していない。
以下はシュナイダー・クロイツナッハ製。
- レチナクルタゴン (Retina-Curtagon) 28 mm F4[12] - レチナIIISに使用する際はファインダー枠が出ないため外付けファインダーを使用することになる。
- レチナクルタゴン (Retina-Curtagon) 35 mm F2.8[12]
- レチナクセナー (Retina-Xenar) 45 mm F2.8[13] - レチナIIISに使用する際はファインダー枠が出ないため外付けファインダーを使用することになる。ピント合わせは前玉回転式。
- レチナクセノン (Retina-Xenon) 50 mm F1.9[12]
- レチナクセナー (Retina-Xenar) 50 mm F2.8[12]
- レチナテレアートン (Retina-Tele-Arton) 85 mm F4[12]
- レチナテレアートン (Retina-Tele-Arton) 90 mm F4
- レチナテレクセナー (Retina-Tele-Xenar) 135 mm F4[12]
- レチナテレクセナー (Retina-Tele-Xenar) 200 mm F4.8[12] - レチナIIS/レチナIIISに装着してもピント精度が不足のため使用不能。

以下はローデンストック製。
- レチナユリゴン (Retina-Eurygon) 28 mm F4[12] - レチナIIISに使用する際はファインダー枠が出ないため外付けファインダーを使用することになる。
- レチナユリゴン (Retina-Eurygon) 30 mm F2.8
- レチナユリゴン (Retina-Eurygon) 35 mm F2.8[12]
- レチナユリゴン (Retina-Eurygon) 35 mm F4
- レチナヘリゴン (Retina-Heligon) 50 mm F1.9[12]
- レチナイザレックス (Retina-Ysarex) 50 mm F2.8[12]
- レチナロテラー (Retina-Rotelar) 85 mm F4[12]
- レチナロテラー (Retina-Rotelar) 135 mm F4[12]